# Tom Rouen
Thomas Francis Rouen (Hinsdale, 9 giugno 1968) è un ex giocatore di football americano e allenatore di football americano statunitense che ha giocato nel ruolo di punter nella National Football League (NFL). Al college ha giocato a football all'Università del Colorado.

## Carriera professionistica
Dopo non essere stato scelto nel Draft NFL 1992, Rouen firmò con i Denver Broncos prima dell'inizio della stagione 1993, rimanendo con essi per otto stagioni e vincendo il Super Bowl XXXII e Super Bowl XXXIII. In quel periodo disputò tutte le partite della squadra, lasciandola come il suo leader di tutti i tempi in punt.
Dopo aver cambiato diverse squadre nella stagione 2002, nel 2003 il giocatore firmò coi Seattle Seahawks con cui nel 2005 raggiunse il Super Bowl XL, perdendolo contro i Pittsburgh Steelers. Nel 2006 firmò coi San Francisco 49ers ma fu superato nel ruolo di punter da Andy Lee.

## Palmarès

### Franchigia
- Super Bowl : 2

Denver Broncos: XXXII, XXXIII
- American Football Conference Championship: 2

Denver Broncos: 1997, 1998
- National Football Conference Championship: 1

Seattle Seahawks: 2005

### Individuale
- Second-team All-Pro: 1

1994
- Formazione ideale del 50º anniversario dei Denver Broncos

## Statistiche
| Punt  | 810    |
| Yard  | 35.189 |
| Media | 43,4   |

## Vita privata
Rouen è sposato con la nuotatrice sei volte medaglia d'oro olimpica Amy Van Dyken.